# Onthophagus nebulosus
Onthophagus nebulosus är en skalbaggsart som beskrevs av Louis Jérôme Reiche 1864.
Onthophagus nebulosus ingår i släktet Onthophagus och familjen bladhorningar. Inga underarter finns listade i Catalogue of Life.